# Ösjön (Gagnefs socken, Dalarna)
Ösjön är en sjö i Gagnefs kommun i Dalarna och ingår i Dalälvens huvudavrinningsområde. Sjön har en area på 0,152 kvadratkilometer och ligger 233,7 meter över havet. Sjön avvattnas av vattendraget Bröttjärnaån.

## Delavrinningsområde
Ösjön ingår i det delavrinningsområde (670524-145775) som SMHI kallar för Inloppet i Lövsen. Medelhöjden är 299 meter över havet och ytan är 7,53 kvadratkilometer. Det finns inga avrinningsområden uppströms utan avrinningsområdet är högsta punkten. Bröttjärnaån som avvattnar avrinningsområdet har biflödesordning 3, vilket innebär att vattnet flödar genom totalt 3 vattendrag innan det når havet efter 251 kilometer. Avrinningsområdet består mestadels av skog (83 procent). Avrinningsområdet har 0,15 kvadratkilometer vattenytor vilket ger det en sjöprocent på 2 procent.